# سفارة إسبانيا في ألمانيا
سفارة إسبانيا في ألمانيا هي أرفع تمثيل دبلوماسي لدولة إسبانيا لدى ألمانيا. تقع السفارة في برلين وهي تهدف لتعزيز المصالح الإسبانية في ألمانيا.

## وصلات خارجية
- قائمة سفارات إسبانيا
- قائمة السفارات في ألمانيا